# Ruder-Europameisterschaften 2018 – Doppelvierer (Frauen)

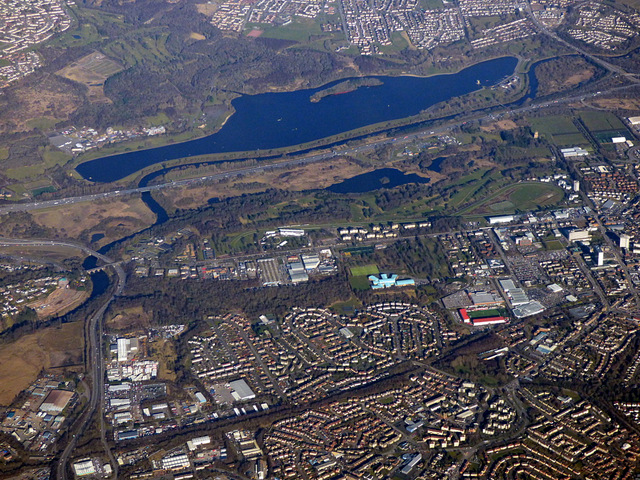
Luftbild der Regattastrecke Strathclyde Loch

Im Rahmen der Ruder-Europameisterschaften 2018 wurde zwischen dem 2. und 4. August 2018 der Wettbewerb im Doppelvierer der Frauen auf der Regattastrecke Strathclyde Loch ausgetragen. Es nahmen insgesamt elf Mannschaften teil und der Wettbewerb bestand aus zwei Vorläufen, zwei Hoffnungsläufen sowie einer Finalrunde.

## Mannschaften
| Nation         | Ruderinnen                                                                   |
| -------------- | ---------------------------------------------------------------------------- |
| Polen          | Agnieszka Kobus-Zawojska Marta Wieliczko Maria Springwald Katarzyna Zillmann |
| Niederlande    | Olivia van Rooijen Karolien Florijn Sophie Souwer Nicole Beukers             |
| Großbritannien | Alice Baatz Mathilda Hodgkins-Bryne Melissa Wilson Zoe Lee                   |
| Rumänien       | Simona-Geanina Radis Nicoleta Pascanu Elena Logofătu Georgiana Vasile        |
| Russland       | Julia Wolgina Olga Khalaleeva Wassilissa Stepanowa Elena Zakhvatova          |
| Norwegen       | Marianne Madsen Hanna Inntjore Anna Sture Inger Kavlie                       |
| Ukraine        | Daryna Werchohljad Olena Burjak Anastassija Koschenkowa Jewhenija Dowhodko   |
| Italien        | Ludovica Serafini Carmela Pappalardo Stefania Gobbi Chiara Ondoli            |
| Frankreich     | Violaine Aernoudts Noémie Kober Camille Juilett Marie Jacquet                |
| Deutschland    | Julia Leiding Frauke Hundeling Julia Lier Constanze Duell                    |
| Tschechien     | Miroslava Knapková Alena Schejbalová Helena Hlasová Lucie Heranová           |

## Wettbewerb

### Vorläufe
Die beiden Vorläufe wurden am 2. August 2018 ausgetragen. Die Sieger der Vorläufe qualifizierten sich direkt für das Finale, alle anderen Mannschaften für den Hoffnungslauf.

#### Vorlauf 1
| Platz | Nation         | Zeit (min) | Qualifikation |
| ----- | -------------- | ---------- | ------------- |
| 1     | Polen          | 6:27,12    | Finale        |
| 2     | Niederlande    | 6:30,80    | Hoffnungslauf |
| 3     | Großbritannien | 6:36,34    | Hoffnungslauf |
| 4     | Rumänien       | 6:40,59    | Hoffnungslauf |
| 5     | Russland       | 6:44,39    | Hoffnungslauf |
| 6     | Norwegen       | 6:47,16    | Hoffnungslauf |

#### Vorlauf 2
| Platz | Nation      | Zeit (min) | Qualifikation |
| ----- | ----------- | ---------- | ------------- |
| 1     | Ukraine     | 6:32,54    | Finale        |
| 2     | Italien     | 6:37,60    | Hoffnungslauf |
| 3     | Frankreich  | 6:38,67    | Hoffnungslauf |
| 4     | Deutschland | 6:38,99    | Hoffnungslauf |
| 5     | Tschechien  | 6:39,62    | Hoffnungslauf |

### Hoffnungslauf
In den Hoffnungsläufen, die am 3. August 2018 durchgeführt wurden, qualifizierten sich jeweils die beiden bestplatzierten Mannschaften für das Finale.

#### Hoffnungslauf 1
| Platz | Nation      | Zeit (min) | Qualifikation |
| ----- | ----------- | ---------- | ------------- |
| 1     | Niederlande | 6:26,22    | Finale        |
| 2     | Rumänien    | 6:28,13    | Finale        |
| 3     | Frankreich  | 6:32,00    | B-Finale      |
| 4     | Norwegen    | 6:34,97    | B-Finale      |
| 5     | Tschechien  | 6:39,60    | B-Finale      |

#### Hoffnungslauf 2
| Platz | Nation         | Zeit (min) | Qualifikation |
| ----- | -------------- | ---------- | ------------- |
| 1     | Großbritannien | 6:27,61    | Finale        |
| 2     | Russland       | 6:28,40    | Finale        |
| 3     | Italien        | 6:28,54    | B-Finale      |
| 4     | Deutschland    | 6:31,67    | B-Finale      |

### Finalläufe
Am 4. August 2018 wurde die Finalläufe durchgeführt.

#### A-Finale
| Platz | Nation         | Zeit (min) |
| ----- | -------------- | ---------- |
| 1     | Polen          | 6:20,92    |
| 2     | Ukraine        | 6:23,86    |
| 3     | Niederlande    | 6:24,95    |
| 4     | Großbritannien | 6:26,03    |
| 5     | Rumänien       | 6:26,84    |
| 6     | Russland       | 6:31,05    |

#### B-Finale
| Platz | Nation      | Zeit (min) |
| ----- | ----------- | ---------- |
| 1     | Italien     | 6:39,45    |
| 2     | Frankreich  | 6:41,40    |
| 3     | Deutschland | 6:42,75    |
| 4     | Norwegen    | 6:46,31    |
| 5     | Tschechien  | 6:47,01    |